# العلاقات التشيكية المغربية
العلاقات التشيكية المغربية هي العلاقات الثنائية التي تجمع بين التشيك والمغرب.
في يوم 23 أبريل 2024، استقبل رئيس مجلس المستشارين النعم ميارة بالرباط، السيدة فيرا كوفاروفا نائبة رئيسة مجلس النواب التشيكي؛ تباحث الطرفان سبل تعزيز وتطوير علاقات التعاون خاصة في المجال الاقتصادي والتجاري بحكم الموقع الجغرافي للمغرب، وكذا تقاسم الخبرات والتجارب وتنسيق المواقف في المحافل الإقليمية والدولية حول القضايا ذات الاهتمام المشترك، حيث جددت النائبة موقف بلدها الداعم لمخطط الحكم الذاتي للصحراء المغربية، و في ما يخص الوحدة الترابية للمملكة المغربية فإن جمهورية التشيك ،اعتبرت ” مخطط الحكم الذاتي الذي تقدم به المغرب سنة 2007 مجهودا جادا وذا مصداقية من جانب المملكة المغربية، وأساسا جيدا لحل متوافق بشأنه بين الأطراف “.

## مقارنة بين البلدين
هذه مقارنة عامة ومرجعية للدولتين:
| وجه المقارنة                                              | التشيك                                                                            | المغرب                                 |
| --------------------------------------------------------- | --------------------------------------------------------------------------------- | -------------------------------------- |
| المساحة (كم2)                                             | 78.87 ألف                                                                         | 710.85 ألف                             |
| عدد السكان (نسمة)                                         | 10.52 مليون                                                                       | 36.07 مليون                            |
| الكثافة السكانية (ن./كم²)                                 | 133.38                                                                            | 50.74                                  |
| العاصمة                                                   | براغ                                                                              | الرباط                                 |
| اللغة الرسمية                                             | اللغة التشيكية                                                                    | اللغة العربية، أمازيغية معيارية مغربية |
| العملة                                                    | كرونة تشيكية، كرونة تشيكوسلوفاكية                                                 | درهم مغربي                             |
| الناتج المحلي الإجمالي (بليون دولار)                      | 215.73 مليار                                                                      | 109.14 مليار                           |
| الناتج المحلي الإجمالي (تعادل القوة الشرائية) بليون دولار | 356.15 مليار                                                                      | 274.06 مليار                           |
| الناتج المحلي الإجمالي الاسمي للفرد دولار أمريكي          | 17.55 ألف                                                                         | 2.88 ألف                               |
| الناتج المحلي الإجمالي للفرد دولار أمريكي                 | 31.19 ألف                                                                         | 7.49 ألف                               |
| مؤشر التنمية البشرية                                      | 0.878                                                                             | 0.628                                  |
| رمز المكالمات الدولي                                      | +420                                                                              | +212                                   |
| رمز الإنترنت                                              | .cz                                                                               | .ma                                    |
| المنطقة الزمنية                                           | ت ع م+01:00، ت ع م+02:00، توقيت وسط أوروبا، توقيت وسط أوروبا الصيفي، أوروبا/براغ ‏ | ت ع م+01:00                            |

## منظمات دولية مشتركة
يشترك البلدان في عضوية مجموعة من المنظمات الدولية، منها:
| علم المنظمة | اسم المنظمة                               | تاريخ انضمام التشيك | تاريخ انضمام المغرب |
| ----------- | ----------------------------------------- | ------------------- | ------------------- |
|             | مؤسسة التنمية الدولية                     | 1993                | 29 ديسمبر 1960      |
|             | يونسكو                                    | 22 فبراير 1993      | 7 نوفمبر 1956       |
|             | مؤسسة التمويل الدولية                     | 1993                | 30 أغسطس 1962       |
|             | منظمة حظر الأسلحة الكيميائية              | ?                   | ?                   |
|             | الأمم المتحدة                             | 19 يناير 1993       | 12 نوفمبر 1956      |
|             | الاتحاد الدولي للاتصالات                  | 1993                | 1 نوفمبر 1956       |
|             | منظمة الشرطة الجنائية الدولية             | ?                   | ?                   |
|             | البنك الدولي للإنشاء والتعمير             | 1993                | 25 أبريل 1958       |
|             | الاتحاد البريدي العالمي                   | ?                   | ?                   |
|             | المركز الدولي لتسوية المنازعات الاستشارية | 22 أبريل 1993       | 10 يونيو 1967       |
|             | وكالة ضمان الاستثمار متعدد الأطراف        | 1993                | 17 سبتمبر 1992      |
|             | منظمة التجارة العالمية                    | ?                   | 1995                |
|             | الفريق المعني برصد الأرض                  | ?                   | ?                   |

## وصلات خارجية
- موقع وزارة الخارجية التشيكية
- موقع وزارة الخارجية المغربية